# Queen’s University

Flaga uniwersytetu

Queen’s University – kanadyjski uniwersytet publiczny w mieście Kingston, w prowincji Ontario.
Został założony w 1841 r., dekretem królowej Wiktorii, jako uczelnia specjalizująca się w teologii i literaturze. W 1847 jej mury opuścili pierwsi absolwenci. W 1854 na uniwersytet przeniosło się czternastu studentów medycyny z Kolegium Świętej Trójcy w Toronto, którzy ze względu na przynależność do Kościoła episkopalnego nie mogli otrzymać dyplomu ukończenia studiów.
W roku akademickim 1869/1870 Queen’s University stał się pierwszą uczelnią w Kanadzie, gdzie mogły studiować kobiety. W 1883, dzięki staraniom i pomocy finansowej Jennie Kidd Trout, powstał wydział lekarski dla kobiet.
W 2018 instytucja kształciła ponad 28 tysięcy studentów.